# Giacomo Roppa
Répertoire
Jacopo Foscari dans I due Foscari de Verdi
Giacomo Roppa est un ténor italien d'opéra dont la carrière s'étend des années 1830 aux années 1850. Il a principalement chanté dans les grands opéras d'Italie mais également à Liceu en Espagne. Il est surtout connu pour avoir créé le rôle de Jacopo Foscari lors de la première mondiale d'I due Foscari de Giuseppe Verdi en 1844.

## Biographie
En 1832 Roppa incarne le rôle de Guelfo lors de la création de Francesca da Rimini de Giuseppe Fournier-Gorre au Regio Teatro degli Avvalorati di Livorno. Il apparait également dans ce théâtre la même année dans cet opéra dans le rôle d'Osburgo dans La straniera de Vincenzo Bellini. En 1834 il fait ses débuts à La Fenice à Venise dans le rôle d'Albino dans Fausta (en) de Gaetano Donizetti. Il chante également à Venise le rôle d'Aladino lors de la première mondiale d'Emma d'Antiochia de Saverio Mercadante le 8 mars 1834. Il interprète en 1834 au Teatro Comunale di Bologna Albino, Flavio Norma de Bellini, Geroldo dans Tebaldo e Isolina de Francesco Morlacchi et Hervey dans Anna Bolena de Gaetano Donizetti.
En 1835 Roppa chante au Teatro Regio di Torino le rôle de Guido dans Gli Illinesi de Pietro Antonio Coppola. Il chante à Turin toute l’année 1834 des rôles comme Alamiro dans Belisario de Donizetti, Don Pedro dans Inês de Castro de Giuseppe Persiani, Edgardo dans Lucia di Lammermoor de Donizaetti et Lorenzo dans I Capuleti e i Montecchi de Bellini. Il fait ses débuts à La Scala en 1838 avec Alphonse dans La Muette de Portici de Daniel Auber, y restant jusqu'en 1839. En 1841 il chante à Livourne le rôle de Gennaro dans Lucrezia Borgia de Donizetti. Il retourne à Bologne en 1842 où il chante Faone dans Saffò (en) de Giovanni Pacini et Olnezero dans La sibilla de Pietro Torrigiani. En 1843 il retourne à Livourne interpréter Icilio dans Virginia d'Alessandro Nini et Vivaldi dans Vannina d'Ornano de Fabio Campana (en).
En 1844 Roppa crée le rôle de Jacopo Foscari lors de la première mondiale d'I due Foscari de Giuseppe Verdi au Teatro Argentina à Rome. Il est de nouveau engagé à La Fenice en 1844-1845 où il chante le rôle de Pollione dans Norma de Bellini et le rôle-titre dans Robert le diable de Giacomo Meyerbeer. De 1846 à 1848 il est engagé au Teatro Regio di Parma où il triomphe dans le rôle de Curiazo dans Orazi e Curiazi de Mercadante et dans le rôle de Jacopo Foscari. De 1848 à 1851 il chante au Liceu à Barcelone plus de trente opéras dont les rôles de Gennaro, Jacopo Foscari, Tamas dans Gemma di Vergy et le rôle-titre dans Dom Sébastien, roi de Portugal.
Une de ses dernières apparitions a lieu au Teatro Comunale di Bologna en 1856 dans les rôles de Carlo dans I masnadieri de Verdi, de Matteo Borsa dans Rigoletto de Verdi et de Rodolfo dans Luisa Miller.

## Sources
- (en) Cet article est partiellement ou en totalité issu de l’article de Wikipédia en anglais intitulé « Giacomo Roppa » (voir la liste des auteurs).